# 水卜麻美
水卜麻美（日语：／ Miura Asami，1987年4月10日—）是日本女性播報員，2010年進入日本電視台。除了新聞播報外，目前同時擔任數個綜藝節目的主持工作。2023年3月25日宣布與日本男演員中村倫也結婚。

## 來歷與人物
- 千葉縣市川市出身。澀谷教育學園幕張中學校及高等學校、慶應義塾大學文學部英美文學專攻畢業，2010年進入日本電視台。
- 身高158cm，是左撇子（但使用筷子和鉛筆時用右手）。
- 中學校、高等學校與大學時都是排球社的一員。另外，也擅長游泳。
- 興趣是閱讀、聽披頭四的歌曲。
- 座右銘是「明天會吹著明天的風」（意即船到橋頭自然直）。
- 2010年8月7日，在直播全日本少年足球大會決賽時以採訪記者的身分首次於螢幕前亮相。
- 2010年8月28日、8月29日，節目24時間電視33負責在日產全球總部GALLERY連線擔任主持人，進行慈善活動。
- 2010年9月4日，在滿天☆青空餐廳節目中首次負責閱讀廣告贊助商的名字。
- 2010年9月10日，於CAPTAIN!TV登場，是她第一次正式在節目上露面。
- 2011年3月6日，NNN新聞週日，首次負責地上波的新聞節目。
- 2011年3月10日，GURU GURU 99的單元「かぶっちゃや〜YO!」擔任節目進行，首次負責黃金時段的綜藝節目[2]。
- 2012年2月26日，參加2012年東京馬拉松，努力地以5時24分14秒完成全程[3]。
- 2013年12月，在Oricon的第10回「最受歡迎女主播排行榜」中獲得第一名[4]。
- 2023年3月25日，閃電宣布與日本男演員中村倫也結婚。

## 主持節目

### 現在主持節目
- MAMA-MO-CO-MO TV（日语：ママモコモてれび）（聲音演出，2012年4月2日 - ）
- 幸福吧!貧窮女孩（日语：幸せ!ボンビーガール）（2013年4月23日 - ）
- 玩耍實驗室（日语：アソビラボ）（聲音演出，2013年10月3日 - ）
- 有吉講座（日语：有吉ゼミ）（2013年10月7日 - ）
- 耳目一新（日语：スッキリ (テレビ番組)）（2018年10月1日 - ）

### 過去主持節目
- CAPTAIN!TV（2010年9月10日 - 9月24日）
- 明日天氣（2010年12月27日、於「今晚您將是目擊者!三野文太的全國警察犯罪搜查網4時間特集」之中）
- 笑點（2011年1月9日、7月24日、2012年4月1日「主播大喜利」、2011年6月5日「新手大喜利的攜帶坐墊」）
- NFL俱樂部（2010年9月17日 - 2011年2月25日）
- 主播呀!（2010年10月1日 - 2011年3月25日）
- 天才!!公司（2010年10月2日 - 2011年3月26日）
- 美食冤大頭（2011年3月10日、2012年6月7日）
- 誰都會大爆笑的（2011年6月26日）
- Going!Sports&News（2011年9月10日・11日、代替森麻季出演）
- news every.（2011年8月22日 - 24日、代替伊藤綾子出演）
- 優秀讀者主播（2011年10月6日 - 2012年3月29日）
- 2012奧運 秋刀魚・櫻井・上田的獲獎者現場大集結!祝勝會（2012年8月13日）
- 今年必看!24時間電視35直播前連線SP（2012年8月25日）
- 已經中午了！（日语：ヒルナンデス!）（2011年3月28日 - 2018年9月30日）

## 外部連結
- 日本電視台主播介紹 （页面存档备份，存于）
- 水卜麻美的Instagram帳戶